# جاك وايت (لاعب كرة قدم ألماني)
جاك وايت (بالألمانية: Jack White)‏ (2 سبتمبر 1940 في ألمانيا - ) هو منتج أسطوانات وكاتب أغاني وملحن ولاعب كرة قدم ألماني في مركز الوسط. لعب مع نادي فيكتوريا كولن ونادي بيرمازنز.

## وصلات خارجية
- جاك وايت على موقع IMDb (الإنجليزية)
- جاك وايت على موقع مونزينجر (الألمانية)
- جاك وايت على موقع ميوزك برينز (الإنجليزية)
- جاك وايت على موقع قاعدة بيانات الأفلام السويدية (السويدية)
- جاك وايت على موقع ديسكوغز (الإنجليزية)
- جاك وايت على موقع قاعدة بيانات الفيلم (الإنجليزية)
- جاك وايت على موقع عالم كرة القدم.نت (الإنجليزية)